# Michael Schnörr
Michael Schnörr (Den Haag, 3 mei 1985) is een Nederlandse acteur van Chinees-Indische afkomst. Zijn eerste rol op de televisie was een gastrol in Goede Tijden Slechte Tijden in 2008.
In 2011 maakte hij zijn filmdebuut als de hoofdschurk Nong in de internationale actiefilm Amsterdam Heavy. In 2013 studeerde hij af aan de Film Actors Academy Amsterdam (faaam).
Verder is hij in 2017 tot en met 2019 te zien geweest in de voorstelling De Stille Kracht van Toneelgroep Amsterdam en speelt hij in 2021 in de voorstelling Hollandsch Glorie van Toneelgroep Oostpool in het Amsterdamse Bostheater.
In 2023 sprak Schnörr de stem in van Lutz in de Nederlandse nasynchronisatie van de Pixar-film Elemental.
Naast acteren zet Schnörr zich ook in voor betere representatie van Aziaten in de media.